# Jenő Janovics

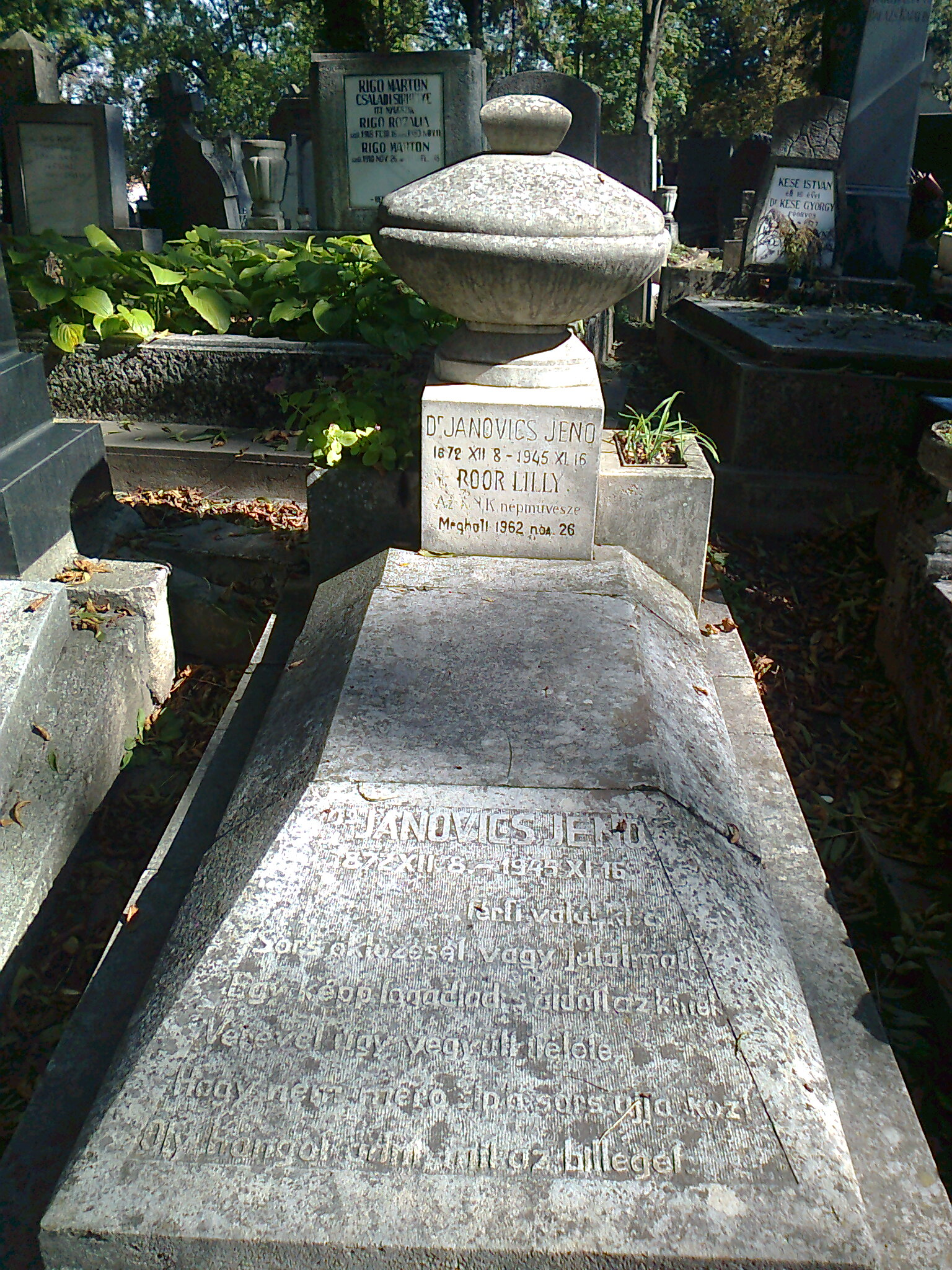
Mormântul lui Jenő Janovics și al soției în Cimitirul Hajongard din Cluj

Jenő Janovics (n. 8 decembrie 1872, Ujhorod, Austro-Ungaria – d. 16 noiembrie 1945, Cluj, România) a fost un actor, scenarist, regizor și director de teatru maghiar de origine evreiască, pionier al cinematografiei, mentor al regizorilor Alexander Korda și Michael Curtiz. Între anii 1905 și 1945, cu scurte întreruperi, a trăit în orașul Cluj. A fost soțul actriței Lili Poór.

## Biografie
Jenő Janovics s-a născut în orașul Ujhorod, pe atunci reședința comitatului Ung din Ungaria, azi în Ucraina, la 8 decembrie 1872, ca al cincilea copil al unei familii de evrei maghiari de condiție modestă. Familia lui Janovics se mută în Budapesta pe când acesta avea cinci ani. În anul 1905 Janovics este numit director al Teatrului Național din Cluj, a obținut doctoratul în filologie cu teza Realismul dramaturgiei lui Gergely Csiky în anul 1900 la Universitatea Franz Joseph din Cluj și a absolvit în același timp și examenul de profesor. 
Janovics s-a interesat de la început pentru noul mediu al filmului și a produs în anul 1913, sub egida companiei franceze de film Pathé, primul său film mut, numit Sárga Csikó, în traducere „Mânzul șarg” sau „Murgul șarg”, care s-a bucurat de succes pe întregul mapamond (vezi en:The Yellow Foal). 
Majoritatea producțiilor lui Janovics s-au pierdut, dar a rămas cunoscut faptul că a avut o anumită înclinație pentru subiecte de colorit local și adaptări literare. Sub Janovics Clujul a devenit pentru câțiva ani, la sfârșit de Belle Époque, un important centru al producției de film din Austro-Ungaria. 
Janovics a fondat în 1919, după unirea Transilvaniei cu România, studioul de film Transsylvania din Cluj.
Începând cu sfârșitul anilor 1930, în condițiile izolării sale, activitatea sa artistică se concentrează pe literatură. Cu toate că și-a dedicat toată viața culturii și dramaturgiei maghiare, în plus soția sa, Lili Poór, era creștină, nu a fost scos de sub incidența legilor antievreiești. Fratele său, Bandi (Andrei), a fost ucis de reprezentanți ai Partidului Crucilor cu Săgeți, iar el a scăpat de deportare prin refugierea, împreună cu soția, la Budapesta, unde a fost ascuns de prieteni până la eliberarea orașului. Supraviețuind războiului, în iunie 1945 se întoarce la Cluj, unde preia din nou conducerea teatrului clujean. A murit din cauza unui atac de cord, survenit în timpul pregătirii noii premiere a piesei Bánk bán [Banul Bánk].
Ca regizor de teatru a pus în scenă piesa Zamolxe, scrisă de Lucian Blaga (1921).

## Regii de teatru (selectiv)
- Lucian Blaga: Zamolxe
- Euripide: Medeia
- Gergely Csiky: Buborékok [Familia Buborék]
- József Katona: Bánk bán [Banul Bánk]
- Menyhért Lengyel: Tájfun [Taifun]
- Imre Madách: Az ember tragédiája [Tragedia omului]
- William Shakespeare: Hamlet
- August Strindberg: Mámor [Transă]

## Filmografie
- Világrém [Din Grozăviile lumii], 1920 – scenariul și regia
- A két árva [Doi orfani], 1920 – regia
- Andor, 1918 – scenariul și regia
- Ártatlan vagyok [Sunt nevinovat], 1916 – regia
- Asszonyi eskü [Jurământ de femeie], 1918 – regia
- Baccarat, 1918 – scenariul și regia
- Banul Bánk, 1914 – scenariul și rol interpretat
- Ciklámen [Țiclam], 1917 – scenariul și regia
- Csaplárosné [Crâșmărița], 1917 – regia
- A dollárkirálynő leánya [Fiica reginei dolarului], 1913 – scenariul și regia
- A dolovai nábob leánya [Fiica nababului din Dolova], 1916 – regia, scenariul și rol interpretat
- Éjféli találkozás [Întâlnire de la miezul nopții], 1915 – scenariu
- Falusi madonna [Madonă țărănescă] , 1918 – scenariul și regia
- Fehér éjszakák [Nopți albe], 1916 – scenariul împreună cu Victorien Sardou și Alexander Korda
- A feleség [Nevasta], 1918 – scenariul și regia
- A gyónás szentsége [Taina spovedaniei], 1916 – regia, scenariul și rol interpretat
- A Gyurkovics leányok [Fetele Gyurkovics], 1918 – scenariu
- Havasi Magdolna [Magdalena Havasi], 1915 – scenariu
- Hotel Imperial, 1918 – regia
- A kormányzó [Guvernatorul], 1915 – rol interpretat
- A kölcsönkért csecsemők [Bebelușii împrumutați], 1914 – scenariul
- Leányfurfang, 1915 – regia
- Lila test, sárga sapka [Trup violet, șapcă galbenă], 1918 – scenariul și regia
- Liliomfi, 1915 – scenariul și regia
- A medikus [Doftorul], 1918 – regia
- A megbélyegzett [Stigmatizatul], 1918 – regia
- Méltóságos rabasszony [Serenisima prinzonieră], 1916 – scenariul și regia
- Mesék az írógépről [Povești despre mașina de scris], 1916 – rol interpretat
- A névtelen asszony [Femeia fără nume], 1918 – scenariul și regia
- Palika [Paulică], 1918 – regia
- A peleskei nótárius [Notarul din Peleske], 1916 – scenariul și regia
- Petőfi dalciklus [Ciclul cânturilor Petőfi] , 1916 – scenariul și regia
- Sarah grófnő [Contesa Sarah], 1918 – scenariul și regia
- Sárga csikó [Mânzul șarg], 1913 – scenariul
- Sergius Panin, 1918 – scenariul și regia
- A szerelem haláltusája [Agonia amorului], 1918 – scenariul și regia
- A szerzetes [Călugărul], 1918 – scenariul și regia
- A tanítónő [Dăscălița], 1917 – regia
- Tisztítótűz [Purgatoriu], 1918 – scenariul
- A tolonc, 1914 – scenariul
- Az utolsó éjszaka [Ultima noapte], 1917 – scenariul și regia
- A vadorzó [Braconierul], 1918 – regia
- A vasgyáros [Proprietarul de topitorie], 1917 – scenariul și regia
- A vén bakancsos és fia, a huszár, [Moșneagul cu bocanci și fiul său, husarul] 1917 – scenariul
- Vergődő szívek [Inimi zbuciumate], 1916 – scenariul și regia

## Lucrări publicate
- 1900-1902: Csiky Gergely élete és művei I–II. (Viața și opera lui Gergely Csiky vol. I-II.)
- 1908: A magyar dráma irányai (Tendințele dramaturgiei maghiare)
- 1913: A magyar dráma fejlődése (Evoluția dramaturgiei maghiare)
- 1914: A Farkas utcai színház (Teatrul de pe ulița Lupului)
- 1942: A Bánk bán nyomában (Pe urmele banului Bánk)
- 1942: A Hunyadi téri színház (Teatrul din piața Huniade)